# Ejnar "Lill-Einar" Olsson
Ejnar Emil Andreas "Lill-Einar" Olsson, född den 18 juli 1886 i Hedvig Eleonora församling, Stockholm, död 26 februari 1983 i Oscars församling, Stockholm, var en svensk backhoppare, utövare av nordisk kombination och fotbollsspelare som var aktiv under 1910- och 20-talen. Han representerade Djurgårdens IF i Stockholm.
Ejnar Olsson var son till förste expeditionsvakten Anders Olsson. Han arbetade som posttjänsteman. Efter sin tid som aktiv idrottsman tillhörde han från 1923 styrelsen för Djurgårdens IF.
Han blev Stor grabb 1933 inom skidåkning då han erhöll Skidåkarnas Hederstecken.

## Meriter
- Svensk mästare i skidhoppning 1910, 1911, 1914, 1915 och 1916
- Segrare i backhoppningstävlingarna vid Nordiska spelen i Stockholm 1913 och vid Nordiska tävlingarna i Holmenkollen 1914.
- Svensk mästare i nordisk kombination 1910, 1911, 1914, 1915, 1918, 1920 och 1921
- Svensk mästare i fotboll 1912, 1915 och 1917[4]
- Svensk mästare i Skidorientering stafett 1915